# Liste der Monuments historiques in Lopérec
Die Liste der Monuments historiques in Lopérec führt die Monuments historiques in der französischen Gemeinde Lopérec auf.

## Liste der Bauwerke
| Bezeichnung | Beschreibung | Standort                 | Kennzeichnung | Schutzstatus | Datum | Bild           |
| ----------- | ------------ | ------------------------ | ------------- | ------------ | ----- | -------------- |
| Calvaire    |              | Place de l’Église (Lage) | PA00090101    | Classé       | 1930  | weitere Bilder |

## Liste der Objekte
- Monuments historiques (Objekte) in Lopérec in der Base Palissy des französischen Kultusministeriums